# کیم مین جه (بازیگر، زاده ۱۹۷۹)
کیم مین جه (انگلیسی: Kim Min-jae؛ زادهٔ ۲۰ مارس ۱۹۷۹) بازیگر، بازیگر سینما، و بازیگر تلویزیون اهل کره جنوبی است. وی از سال ۲۰۰۰ میلادی تاکنون مشغول فعالیت بوده‌است.
از فیلم‌ها یا برنامه‌های تلویزیونی که وی در آن نقش داشته‌است می‌توان به برخورد مرگبار، جزیره کشتی جنگی، بهترین ضربه، جو پیل هو: خشم سپیده‌دم و قانون شکنان ۳ اشاره کرد.